# NGC 3094
NGC 3094 is een balkspiraalstelsel in het sterrenbeeld Leeuw. Het hemelobject werd op 31 december 1885 ontdekt door de Oostenrijkse astronoom Johann Palisa.

## Synoniemen
- UGC 5390
- MCG 3-26-15
- ZWG 93.23
- IRAS 09586+1600
- PGC 29009